# Baldur Greiner
Baldur Greiner (* 25. November 1946 in Darmstadt) ist ein deutscher Bildhauer, Holzschnitzer und Grafiker.

## Leben
Baldur Greiner absolvierte eine zwölfjährige Ausbildung als Bildhauer mit dem Schwerpunkt Holzbildhauerei: Von 1961 bis 1964 lernte er bei Jan Holschuh in Erbach im Odenwald das Holzschnitzerhandwerk. Anschließend studierte er von 1964  bis 1968 an der Werkkunstschule Darmstadt in der Bildhauerklasse bei Fritz Schwarzbeck und von 1968  bis 1972 an der Kunsthochschule Hamburg bei Gustav Seitz. 1974 folgte ein DAAD-Stipendium bei Floriano Bodini in Mailand.
Baldur Greiner ist der Enkel von Daniel Greiner. Seit 1970 ist er mit der Künstlerin Annegret Soltau verheiratet und lebt und arbeitet in Darmstadt. Am Beruflichen Schulzentrum Odenwaldkreis in Michelstadt lehrte er ab 1974 Bildhauerei.

## Werk
Greiners gegenständliches und menschbezogenes Frühwerk aus den 1970er und 1980er Jahren zeigt Einflüsse der Pop Art. Seine Bildhauerei will er auch als gesellschaftskritischen Begleiter der Gegenwart verstanden wissen. Zum Tragen kommt diese Haltung in karikierenden Porträtplastiken (Helmut Schön und Frau vor ihrem Neckermann-Fertighaus, 1974) und anonymen Bildnisreihen von Menschentypen, die er oft mit humoristischen Zügen gestaltet.
Ein wiederkehrendes Element in Greiners Arbeit ist der Einsatz der Assemblage-Technik in der Tradition der frühen Moderne. Eine direkte Reaktion auf die Nuklearkatastrophe von Tschernobyl stellen die 1986 entstandenen Plastiken, Grafiken und Plakate dar, mit denen Greiner offen für die Anti-Atomkraft-Bewegung Partei ergriff. In Arbeiten aus den 2000er Jahren setzte Greiner Naturformen, wie etwa Muscheln, in Holz um.

## Werke an öffentlichen Orten

### Darmstadt
- Stadtbibliothek: Hommage an Jean-Paul Sartre, Holz, 1973.
- Neues Rathaus: Albert Camus, Kunststoff, 1974.
- Kinderhort Selma-Lagerlöff-Haus, Bauplastik: Tierfiguren, Holzschnitzerei, 1988/89.
- Werkstätte für Behinderte, Figurengruppe: Flötenspielerin, Arbeiter, Leser, Marktfrau, Holz, 1989.

### Frankfurt am Main
- Großstadtmensch, Bronze, 1974.

### Hamburg
- Kopf, Holz, 1971.

## Ausstellungen
- 1975: Aktion Holzkopf. Galerie Kunstwerkstatt Darmstadt
- 1985: Groteske Köpfe. Galerie Neutsch/Odenwald
- 1987: Kommunale Galerie, Frankfurt am Main
- 1988: Angst nach Tschernobyl. Hessische Landes- und Hochschulbibliothek Darmstadt
- 1995 Skulpturen und Holzschnitte. Schloß Heiligenberg, Jugenheim an der Bergstraße
- 1996 Skulpturen in der Natur. Kulturinitiative, Darmstadt-Arheilgen
- 2003: Institut Mathildenhöhe 2003: Kunstforum, Groß-Umstadt
- 2014: Galerie Das Bilderhaus, Frankfurt